# Goro Shimura
Goro Shimura (japonès: 志村五郎)  (Hamamatsu, 23 de febrer de 1930 - Princeton, 3 de maig de 2019) va ser un matemàtic japonès, treballant als Estats Units.

## Vida i Obra
Shimura va néixer a Hamamatsu, però tota la seva família es va traslladar a Tòquio quan ell tenia tres anys i va passar a la seva infància i adolescència en aquesta ciutat. Va estudiar matemàtiques a la universitat de Tòquio, en la qual va coincidir amb Yutaka Taniyama i es va graduar el 1952. Després d'un curs al CNRS de París i un altre a l'Institut d'Estudis Avançats de Princeton, va retornar al seu país el 1958 per a ser professor de la universitat d'Osaka, però el 1962 va acceptar una plaça docent a la universitat de Princeton, en la qual va fer tota la seva carrera acadèmica fins que es va retirar el 1999, passant a ser professor emèrit.
El principal camp de recerca de Shimura va ser la teoria de nombres, camp en el qual va fer aportaciones notables sobre l'aritmètica de les corbes modulars i de les varietats abelianes. Va publicar més d'un centenar d'articles científics i una vintena de llibres.
Shimura és recordat, sobre tot, per haber establert, amb el seu col·lega Taniyama, la conjectura de Taniyama-Shimura que, en ser demostrada el 1995 per Andrew Wiles, va obrir el camí per demostrar el darrer teorema de Fermat. També va introduir el concepte de Varietats de Shimura, que són l'equivalent de les corbes modulars en més dimensions.
Va ser un apassionat jugador de shōgi (una mena d'escacs japonesos jugats en un tauler de nou per nou) i un col·leccionista de porcellana d'Imari, tema sobre el qual va escriure un llibre.